# Diego Gelmírez

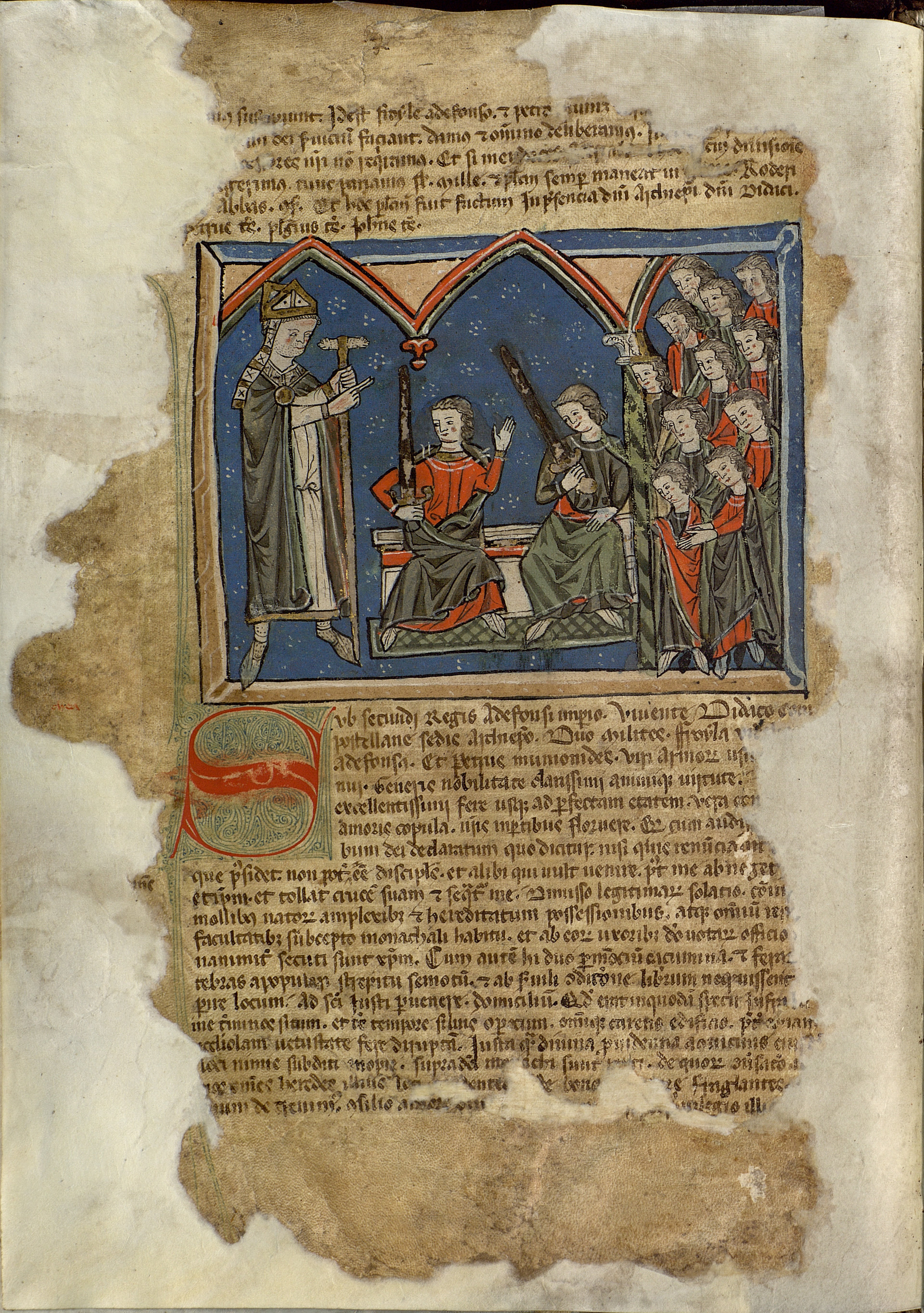
Diego Gelmírez ante Fruela Alfonso y Pedro Muñiz. Manuscrito Tumbo de Toxosoutos.

Diego Gelmírez (¿Catoira/Santiago de Compostela?, c. 1068-Santiago de Compostela, c. 1140) fue el primer arzobispo de Santiago, e impulsó la construcción de la catedral de Santiago de Compostela.
Hizo escribir en latín el manuscrito Registrum, obra hoy conocida como Historia Compostelana o Hechos de Diego Gelmírez, primer arzobispo de Santiago, una compilación de documentos tanto desde el origen de los tiempos de la diócesis Compostelana, como de su propio gobierno episcopal. Asimismo, parece que promovió el Liber Sancti Iacobi como medio para difundir la devoción al apóstol Santiago, por el continente europeo y el mundo conocido. Un último detalle biográfico es que probablemente viajó a Francia y Roma.

## Biografía

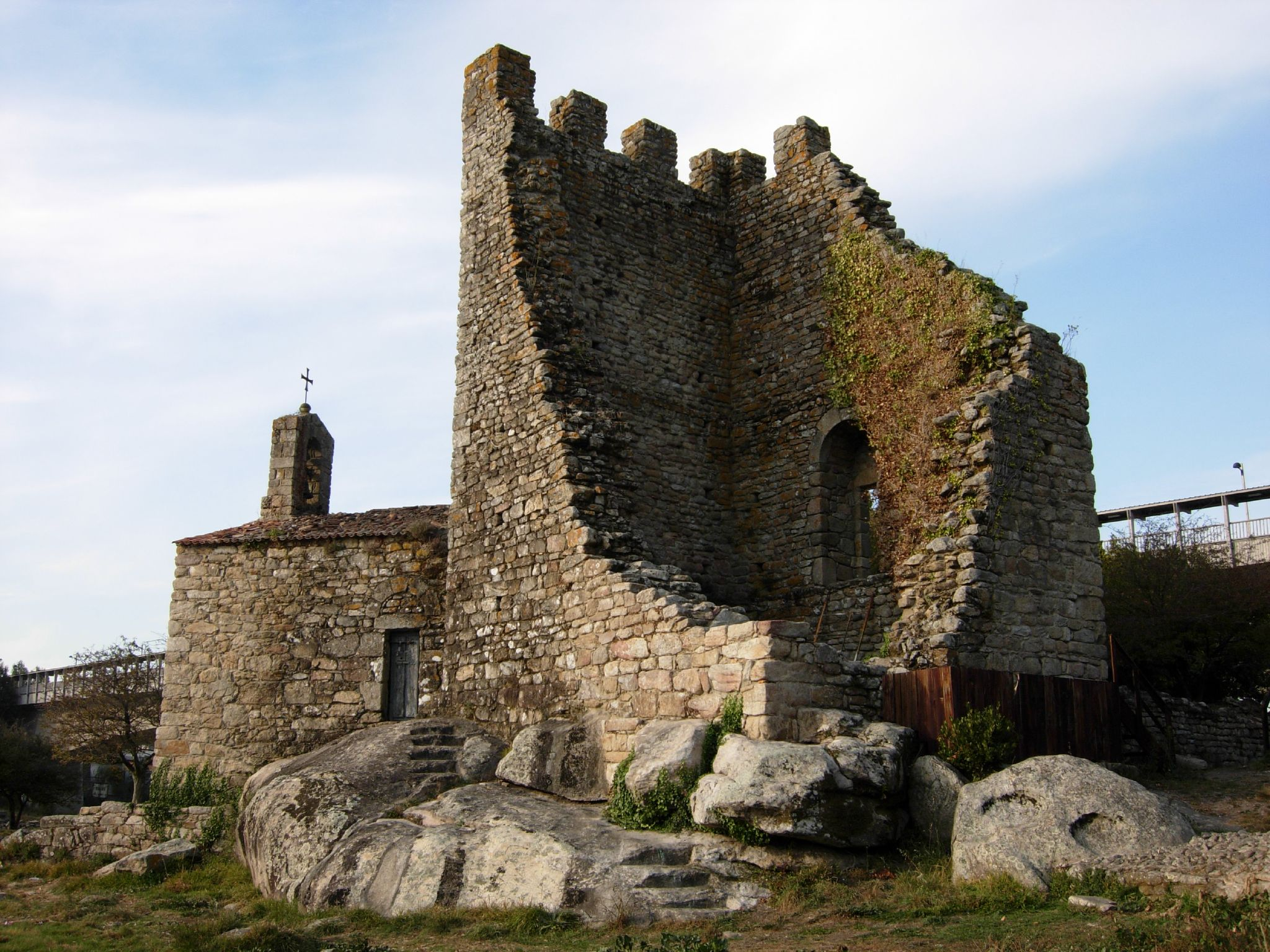
Ruinas de las Torres del Oeste en Catoira

Diego Gelmírez pertenecía a la baja nobleza gallega y era hijo de Gelmirio, caballero y entonces gobernador, al servicio del obispo Diego Peláez, de las Torres del Oeste en Catoira, por lo que es posible que naciera en esta localidad, aunque también se ha propuesto Santiago de Compostela, entre los años 1065 y 1070. Se le conocen cuatro hermanos: Munio, Gundesindo, Pedro y Juan; además de otro también llamado Pedro, probablemente fruto de un segundo matrimonio de su padre.
Destinado a la carrera eclesiástica, inició su educación en la escuela catedralicia de Santiago hasta que fue enviado por un tiempo a la corte del rey Alfonso VI. A su vuelta obtuvo una canonjía en la Iglesia santiaguesa y estuvo, entre 1090 y 1094, al frente de la cancillería de Raimundo de Borgoña, yerno de Alfonso VI y, desde 1092 junto a su esposa Urraca, conde de Galicia. Fue administrador de la diócesis entre 1093 y 1094, año en el que fue nombrado obispo Dalmacio, y recuperó el cargo a la muerte de este, en 1096, hasta que él mismo fue elegido obispo el 1 de julio de 1100 y consagrado como tal la siguiente Pascua, el 21 de abril de 1101.
Era un gregoriano convencido, al que su buena relación con la Orden de Cluny y sobre todo su contacto estrecho y constante con Roma y con el rey Alfonso VII, le ayudó a conseguir que la diócesis alcanzara el rango arzobispal en 1120, así como amplios poderes eclesiásticos y civiles, como administrar justicia o (rasgo insólito en la España cristiana, que lo separa de los nobles y lo acerca a los monarcas) acuñar moneda en Santiago.
Como representante del rey, defendió las costas gallegas de los ataques de normandos, además se unió a la proclamación que los más altos aristócratas de Galicia llevaron a cabo el 17 de septiembre de 1111, fecha en la que Gelmirez con nobles del reino coronan a Alfonso Raimúndez como rey de Galicia en la Catedral de Santiago de Compostela. Este rey será conocido con posterioridad como Alfonso VII el Emperador.
En la crisis política que se abrió con el reinado de Urraca, la hija y sucesora de Alfonso VI, que se prolongó durante los años 1109 a 1126, se enfrentaron dos grandes grupos. El primer grupo fue el de los nobles y eclesiásticos que apoyaban los intereses leoneses afectados por el casamiento de Urraca con el rey de Aragón Alfonso el Batallador. El segundo grupo era el de los nobles que se oponían el predominio de la monarquía leonesa desde los tiempos de Fernando I, los que se agruparon en torno a Alfonso Raimúndez (hijo del primer matrimonio de Urraca con Raimundo de Borgoña) para salvaguardar sus derechos de sucesión sobre Galicia. Diego Gelmírez colaboró activamente con estos últimos. A pesar de este apoyo, Alfonso VII decidió en 1135 recortar el poder de la diócesis de Santiago, y obligar al obispo a pagar impuestos a la corona.

## Construcción de la Catedral
Era una etapa de intensa actividad constructora en Santiago de Compostela, que duró hasta las últimas décadas del siglo XII. La erección de la nueva basílica concentró los máximos esfuerzos y justifica, por sí misma la caracterización de esta etapa. Obra directamente relacionada con la peregrinación, se inició en el año 1075, según el proyecto aceptado por el obispo Diego Peláez, que exige el establecimiento de un acuerdo —la concordia de Antealtares— con el abad Fagildo por la necesaria remodelación de las existentes edificaciones monásticas que la nueva catedral imponía. Posiblemente como consecuencia de las dificultades surgidas entre el obispo y Alfonso VI, que terminaron en 1088 con la deposición y encarcelamiento de don Diego Peláez, se interrumpió la nueva construcción. Cinco años más tarde, las obras estaban nuevamente en marcha, impulsadas por el recién nombrado administrador de la diócesis, Diego Gelmírez, apoyado por el nuevo obispo Dalmacio. 
A partir de ese momento, se continuaron con regularidad durante las dos primeras décadas del siglo XII, hasta la colocación de la última piedra, que, si atendemos a las indicaciones del Códice Calixtino debió tener lugar en 1122. Diego Gelmírez se nos ofrece como la figura más importante en la tarea de impulsar la actividad constructora en Santiago.
Gelmírez, siempre preocupado por el prestigio de la sede compostelana y también por resaltar el suyo propio como cabeza de la misma y señor de la ciudad, vuelve a ser punto de referencia obligado. Nos dice la Historia compostelana, a propósito de la construcción de un nuevo palacio episcopal: «Cuando él subió a la dignidad del episcopado, no sólo faltaba casa decente y congrua para un prelado, pero ni aun clérigos pudo encontrar en ella que no fuesen rudos y sin sujeción alguna a la disciplina eclesiástica.»

## Archidiócesis
Sede episcopal y, gracias a los esfuerzos de Gelmírez, iglesia metropolitana, Santiago es el más importante centro de la administración eclesiástica en Galicia. Y la condición de capital de archidiócesis tiene también su reflejo en la construcción de edificios.
La mayor afluencia de peregrinos gracias a la construcción de hospedajes trajo prestigio y riqueza, y la protección del conde Raimundo le favorecía; El papa Pascual II declaró la dependencia directa de Santiago respecto a Roma como sucesora de la antigua sede de Iria, y le capacitó para exigir un tributo llamado «voto de Santiago» desde el río Pisuerga al océano, y la plena jurisdicción civil y eclesiástica respecto a iglesias situadas fuera de su diócesis. 
Santiago llegó a tener 72 canónigos, siete de ellos cardenales por concesión de Roma; en 1104 obtuvo el privilegio de usar palio, y en 1120 Calixto II, concede a Compostela la dignidad arzobispal de la antigua sede de Mérida y nombra a Gelmírez legado pontificio sobre las provincias eclesiásticas de Mérida y Braga. En 1124 Alfonso VII renunció a la intervención regia en futuras designaciones de prelados compostelanos.

## Gobernante

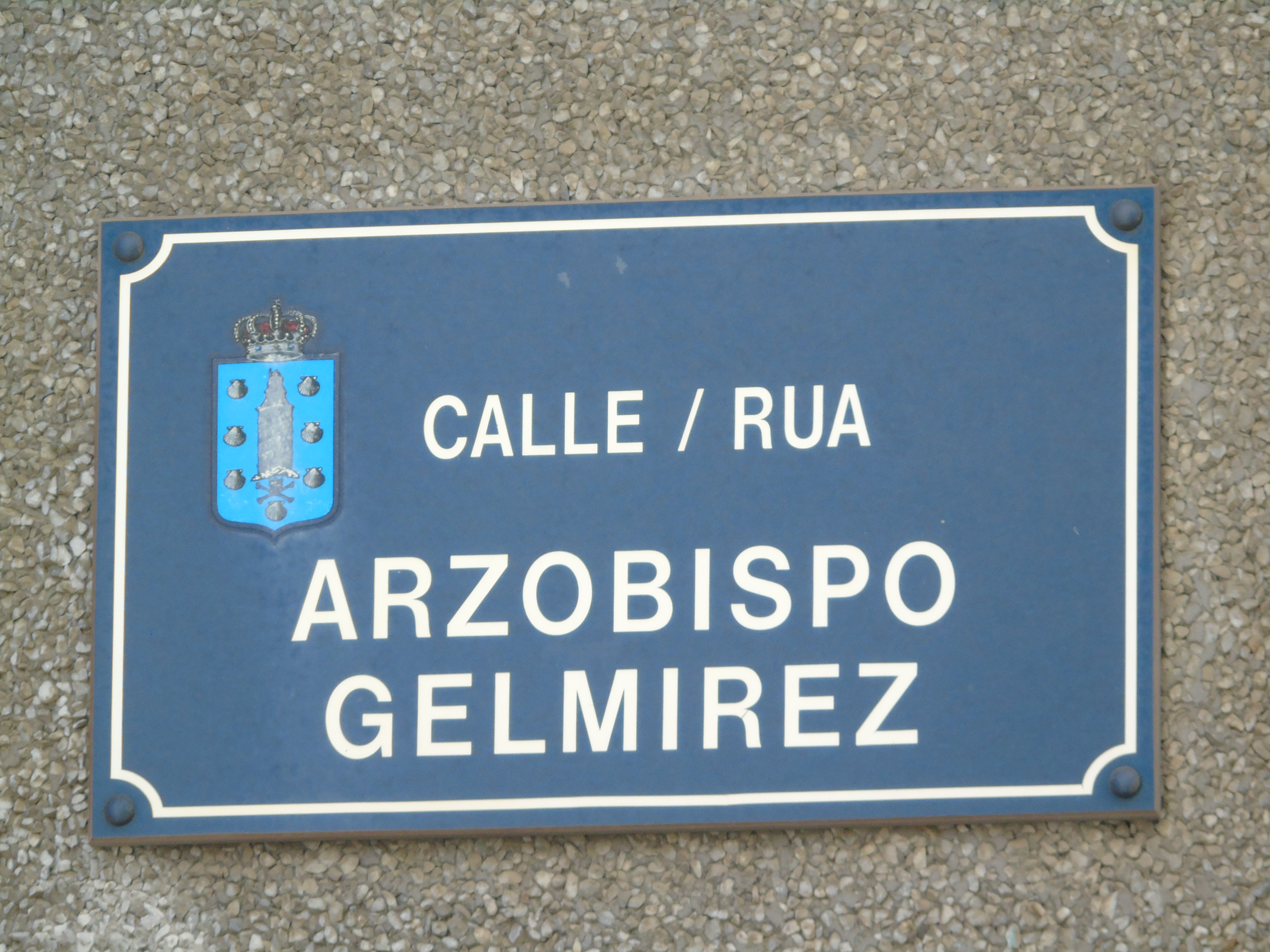
Calle Arzobispo Gelmírez en La Coruña.

En 1105, el obispo compostelano consiguió de Alfonso VI la escritura sobre la concesión de moneda y con Alfonso VII llegó a un acuerdo beneficioso para ambos. El rey declaró el numerario de Santiago de Compostela de uso general en toda Galicia, y ordenó cerrar las cecas reales de este reino, reservándose a cambio la mitad de los beneficios que pudiese producir la ceca de Gelmírez.
La población rural estaba sometida al patrocinium del obispo, es decir, continuaba adscrita a la tierra como si fuese sierva. Sin embargo en los fueros dados por don Diego Gelmírez en el año 1113, a la diócesis y tierra de Santiago se hace mención expresa de los mercaderes: «no se embargarán las cosas de los mercaderes».
En 1117, cuando reconcilió a Urraca con su hijo, su poder e influencia alcanzaron el punto máximo, que duró hasta 1124, fecha del afianzamiento de Alfonso VII como rey.
En 1125, actuando aún como legado pontificio, el arzobispo de Santiago hizo un llamamiento a la cruzada contra los musulmanes, desde el concilio reunido por su iniciativa en Compostela.
El fondo de la ría de Arosa, a escasa distancia de Compostela, constituía un enclave estratégico para hacer frente a las incursiones normandas y sarracenas. Allí existía una fortificación, el Castellum Honesti, del que había sido alcaide el padre de Diego Gelmírez, que constituyó objeto de atención preferente por parte del prelado. Fue el primer organizador del poder naval de Castilla, e instaló la primera cancillería: en 1128 Alfonso VII creó la del reino de León y nombró a Gelmírez canciller, vinculando el cargo a los obispos de Compostela. 
En 1133 se elaboró el Decreto de precios por representantes del cabildo compostelano, los jueces de la ciudad que encarnaban el poder señorial y por delegados del concejo, confirmados por el rey Alfonso VII y el arzobispo Gelmírez.
Ya anciano sufrió la rebelión comunal de 1136, apoyada por la corona que aprovechó para recortar parte de su poder.